# Danuta Kozák
Danuta Kozák (Boedapest, 11 januari 1987) is een Hongaarse kajakvaarster. Kozák was actief in de Sprint Kajak op de Olympische Spelen in Peking, Londen, Rio de Janeiro en Tokyo. In Peking nam ze alleen deel aan de K4 500m en won hierin de zilveren medaille. Tijdens de spelen van Londen won ze de gouden medaille in de K1 500m en de K4 500m. Vier jaar later in Rio de Janeiro won ze goud in de K1, K2 en K4. Op de spelen van Tokyo haalde ze een zesde keer goud op de K4 500m en won ze brons op de K-2 500m.

## Belangrijke resultaten
| Kampioenschap | 2008   | 2012 | 2016 | 2020  |
| ------------- | ------ | ---- | ---- | ----- |
| OS K1 500 m   |        | Goud | Goud |       |
| OS K2 500 m   |        |      | Goud | Brons |
| OS K4 500 m   | Zilver | Goud | Goud | Goud  |

1948: Karen Hoff ·
1952: Sylvi Saimo ·
1956: Jelizaveta Dementjeva ·
1960: Antonina Seredina ·
1964: Ljoedmila Pinajeva-Chvedosjoek ·
1968: Ljoedmila Pinajeva-Chvedosjoek ·
1972: Joelia Rjabtsjinskaja ·
1976: Carola Zirzow ·
1980: Birgit Fischer ·
1984: Agneta Andersson ·
1988: Vanja Gesjeva ·
1992: Birgit Schmidt-Fischer ·
1996: Rita Kőbán ·
2000: Josefa Idem-Guerrini ·
2004: Natasa Janics ·
2008: Inna Osipenko-Radomska ·
2012: Danuta Kozák ·
2016: Danuta Kozák ·
2020: Lisa Carrington ·
2024: Lisa Carrington
1960: Antonina Seredina & Maria Sjoebina ·
1964: Roswitha Esser & Annemarie Zimmermann ·
1968: Roswitha Esser & Annemarie Zimmermann ·
1972: Jekaterina Koerysjko & Ljoedmila Pinajeva-Chvedosjoek ·
1976: Nina Gopova & Galina Kreft ·
1980: Martina Bischof & Carsta Genäuß ·
1984: Agneta Andersson & Anna Olsson ·
1988: Anke Nothnagel & Birgit Schmidt-Fischer ·
1992: Ramona Portwich & Anke von Seck-Nothnagel ·
1996: Agneta Andersson & Susanne Gunnarsson-Wiberg ·
2000: Birgit Fischer & Katrin Wagner-Augustin ·
2004: Natasa Janics & Katalin Kovács ·
2008: Natasa Janics & Katalin Kovács ·
2012: Tina Dietze & Franziska Weber ·
2016: Danuta Kozák & Gabriella Szabó ·
2020: Lisa Carrington & Caitlin Regal ·
2020: Lisa Carrington & Alicia Hoskin
1984: Agafia Constantin & Nastasia Ionescu & Tecla Marinescu & Maria Ştefan ·
1988: Anke Nothnagel & Ramona Portwich & Birgit Schmidt-Fischer & Heike Singer ·
1992: Kinga Czigány & Éva Dónusz & Rita Kőbán & Erika Mészáros ·
1996: Birgit Fischer & Manuela Mucke & Ramona Portwich & Anett Schuck ·
2000: Birgit Fischer & Manuela Mucke & Anett Schuck & Katrin Wagner-Augustin ·
2004: Birgit Fischer & Carolin Leonhardt & Maike Nollen & Katrin Wagner-Augustin ·
2008: Fanny Fischer & Nicole Reinhardt & Katrin Wagner-Augustin & Conny Waßmuth ·
2012: Krisztina Fazekas & Katalin Kovács & Danuta Kozák & Gabriella Szabó ·
2016: Tamara Csipes & Krisztina Fazekas-Zur & Danuta Kozák & Gabriella Szabó ·
2020: Kozák & Csipes & Kárász & Bodonyi ·
2024: Carrington & Hoskin & Brett & Vaughan